# Wetlook

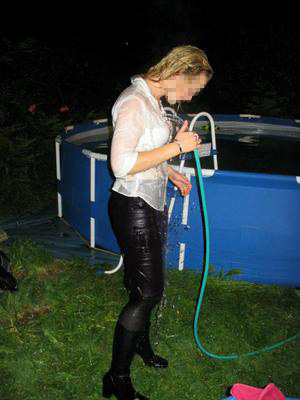
En kvinna i blöta kläder

Wetlook (svensk översättning saknas) är en sexuell fetisch där en person blir sexuellt upphetsad antingen av att se andra bära blöta kläder eller av att själv blöta ner sina kläder och bära dessa. För de som gillar wetlook verkar det som att de flesta kvinnor föredrar att blöta ner sina egna kläder för njutning, framför att titta på andra i blöta kläder. För männen verkar det vara lika många som gillar att blöta ner sig själva som att se kvinnor (eller män) i blöta kläder.
Wetlook tros komma ifrån uppfostran att det är fel att blöta ner sin kläder, som vi i västvärlden alltid får lära oss som barn. I hela den västerländska kulturen anses det vara fel eller fult att till exempel bada med kläder. I de kulturer där detta är accepterat eller rent av ingår i kulturen är wetlook som fetisch inte lika utbrett. Därav tros wetlook komma ifrån att det är förbjudet och fel.
Som med de flesta fetischer varierar graden av beroendet av wetlook från person till person. För vissa är det svårt att ha ett normalt sexuellt umgänge utan någon inblandning av blöta kläder, medan det för många andra bara är ett extra plus i ett annars normalt fungerande sexliv. För många kan det även bli ett svårt beroende att hitta wetlook, antingen på nätet eller i verkliga livet. Idag är det dock inte längre något problem att hitta wetlook på nätet. Det finns mängder av webbsidor som inriktar sig på att producera wetlookfilmer (samt bilder). Det finns även forum för wetlookpersoner på nätet.